# Guillaume Lamard
Guillaume Lamard est un joueur d'échecs français né le 2 mai 1997 à Cannes. Grand maître international depuis 2024, il a remporté le championnat de France des jeunes dans quatre catégories d'âge.
Au 1er octobre 2024, Guillaume Lamard est le 19e joueur français avec un classement Elo de 250 points en partie classique. Son meilleur classement Elo a été de 2 529 points, atteint en mars 2023.

## Biographie et carrière
Guillaume Lamard est né en mai 1997 à Cannes. Il remporte le championnat de France des jeunes dans quatre catégories d'âge (moins de 8 ans en 2005, moins de 12 ans en 2009, moins de 13 ans en 2013 et moins de 18 ans en 2014) et finit deuxième du championnat de France junior en 2017.
Lamard remporta la médaille d'argent au championnat d'Europe des moins de 12 ans en 2009, ex æquo avec le Russe Ievgueni Zanan (champion du monde).
Maître international depuis 2020, Guillaume Lamard a réalisé sa troisième norme de grand maître international au trophée d'Aix-en-Provence en juillet 2024,.
Il finit quatrième et premier français de l'Open de Cappelle-la-Grande en mars 2024.